# WZ-551
El WZ-551 es un vehículo de combate de infantería a ruedas de la República Popular China. El nombre WZ-551 en realidad cubre dos familias de vehículos con las designaciones oficiales en el Ejército Popular de Liberación (EPL) de Tipo 90 y Tipo 92. Más de 3000 WZ-551 están en servicio con el EPL, donde son utilizados por unidades de infantería y infantería mecanizada.

## Desarrollo

### Orígenes
El proyecto WZ-551 comenzó en 1979 y fue el primer vehículo de combate de infantería con ruedas desarrollado por China. El WZ-551 se desarrolló con la experiencia adquirida en el desarrollo del vehículo de transporte personal blindado con ruedas WZ-521 basado en el camión Jiefang CA-30. En 1981, WZ-551 terminó de crear prototipos de diseños de prueba de concepto y el vehículo era un chasis autóctono basado en la camioneta Mercedes-Benz 2026 importada. Se adquirieron tecnologías clave de Mercedes-Benz y Deutz AG. En 1982, se propusieron múltiples configuraciones de armas, incluido un cañón automático de 35 mm, un cañón automático de 30 mm, un cañón automático de 25 mm, la ametralladora pesada de 12,7 mm o la ingeniería inversa del 2A28 Grom del VCI Tipo 88. La elección final fue desarrollar un cañón automático de 25 mm para la variante VCI y una ametralladora pesada de 12,7 mm para la variante TBP.
Otro proyecto, el WZ-523 basado en la plataforma de camión nacional Dongfeng EQ245, se desarrolló en paralelo con el WZ-551. Debido a la utilización de tecnologías antiguas, el WZ-523 se desarrolló mucho más rápido con la producción inicial, a partir de 1983. Apareció por primera vez en el desfile número 35 del Día Nacional en 1984. Sin embargo, se descubrió que el chasis del WZ-523 no podía cumplir con el estándares de rendimiento requerido. El proyecto WZ-523 se reorientó para el esfuerzo de exportación y no entró en servicio a gran escala con el Ejército Popular de Liberación (EPL).

### Prototipos tempranos
El proyecto WZ-551 siguió adelante y produjo varios prototipos de vehículos con diferentes armamentos. Para ahorrar tiempo de desarrollo, se transfirieron tecnologías de otros vehículos chinos al WZ-551, como el sistema de observación, el sistema de ventilación, defensa QBRN del VCI Tipo 86, el cañón automático de 25 mm del Vehículo de combate de infantería ZSD-89-II, y el sistema eléctrico de descarga de agua del tanque anfibio Tipo 63. En 1984, el sistema de refrigeración y el sistema de transmisión habían terminado sus pruebas. En 1986, se enviaron dos prototipos más a las provincias del norte de China y al sur de la isla de Hainan para realizar pruebas en climas fríos y cálidos. También se hicieron planes para una familia de vehículos 4×4 y 8×8 extendida. En 1986, el WZ-551 fue confirmado por la Comisión Militar Central como la futura plataforma con ruedas del EPL, superando al competidor interno WZ-523.
Además de las versiones VCI y TBP, los ingenieros chinos también intentaron montar el cañón de ánima lisa Tipo 86 100 mm desarrollado localmente en el chasis WZ-551, lo que resultó en el prototipo de asalto Tipo 87 (PTL-87) en 1987. El Tipo 87 fue equipado con un cañón y misiles antitanque y un sofisticado sistema de control de fuego, con el objetivo de derrotar a los tanques T-72 y T-80 soviéticos. Sin embargo, la restricción presupuestaria, la capacidad industrial insuficiente y la falta de interés del ejército chino pospusieron un mayor desarrollo más allá de los trabajos iniciales de prueba de concepto.
En 1988, se hizo un trato con la empresa francesa GIAT para incorporar un cañón automático GIAT de 25 mm como arma principal para el WZ-551 y el trabajo de rediseño del WZ-551 comenzó en China incluso antes de que se entregue el arma francesa. Debido a la urgente necesidad de cumplir con el cronograma, el cañón automático GIAT de 25 mm fue transportado por aire a China, a diferencia de la entrega a través de buques de carga, la práctica habitual en ese momento. El sistema francés tiene un sistema de visión nocturna, un arma estabilizada y un sistema avanzado de control de incendios. El nuevo vehículo se llamó NGV-1, con N para "Norinco", G para "GIAT" y V para "vehículo". Sin embargo, se canceló un mayor desarrollo del NGV-1 debido al embargo de armas impuesto por la Unión Europea en 1989.
En 1990, el WZ-551 fue certificado con el cañón automático original de 25 mm.

## Diseño

### Chasis
Producido por Norinco, el WZ-551 se desarrolló por primera vez en la década de 1980 y se certificó en 1990, pero el ejército chino no estaba satisfecho con su rendimiento y el diseño tuvo que modificarse a WZ-551A en 1994. La modificación se concentró principalmente en mejorar el chasis y los subsistemas. El WZ-551A mejorado entró en servicio en 1995 como ZSL-92 VCI y ZSL-92A TBP. El chasis del WZ-551 se parece externamente al VAB francés, sin embargo, tienen un diseño interno diferente y el chasis del WZ-551 es mucho más grande. El vehículo está construido con placas de acero completamente soldadas, el interior está dividido en tres compartimentos con placas de acero. El conductor y el comandante se sientan en la parte delantera, y el motor está en el medio, con la canasta de la torreta y el compartimiento de pasajeros ubicados en la parte trasera. El vehículo está tripulado por 3 y es capaz de transportar 9 pasajeros. La plataforma automotriz es una camioneta Tiema XC2030 6×6 fabricada en China, que es una versión construida bajo licencia de la camioneta Mercedes-Benz 2026 con tracción total.

### Armamento
El vehículo de combate de infantería (VCI) ZSL-92 (WZ-551A) está equipado con un cañón ZPT-90 calibre 25 mm y una Tipo 86 de 7,62 mm coaxial en una torreta cerrada. El ZPT-90 de 25x183 mm se basa en el cañón antiaéreo Tipo 87, que es una versión del cañón antiaéreo Tipo 85, en sí mismo es una copia directa del cañón soviético. 23x152mm ZU-23-2. La torreta tiene un giro completo de 360° con una elevación de -8° ~ 55°. La carga de municiones para el cañón es de 400 rondas, con 200 rondas dentro de los cartuchos de municiones y 200 adicionales (120 rondas de alto explosivo y 80 rondas perforantes) transportadas en la torreta. El arma puede disparar desde un solo tiro, ráfaga de 3 rondas, ráfaga de 5 rondas o completamente automática. La velocidad de disparo cíclica máxima es de 200 disparos/min. La ametralladora coaxial secundaria está equipada con 1000 cartuchos. El cañón automático no está estabilizado en el ZSL-92, por lo que el vehículo no puede disparar en movimiento. Los sistemas de observación se componen de tres periscopios para el conductor, el comandante y el artillero. El periscopio central para el conductor puede ser reemplazado por un periscopio intensificador de imagen. El periscopio para el artillero se puede equipar con un dispositivo pasivo de visión nocturna, lo que proporciona capacidad de combate nocturno. El transporte personal blindado (TBP) ZSL-92A (WZ-551B) está equipado con una ametralladora QJC-88 de 12,7 mm. El compartimento de tropas es más grande y puede transportar 11 pasajeros. El ZSL-92B VCI (WZ-551B1) es una variante mejorada del ZSL-92 original. La nueva torreta está equipada con un cañón automático ZPT-99 calibre 30 mm totalmente estabilizado, una tipo 86 coaxial y un riel de lanzamiento de misiles mediante guía SACLOS HJ-73 colocados en el lado derecho del techo de la torreta. El vehículo está equipado con un sistema electrónico modernizado, que incluye una mira termográfica del artillero, telémetro láser, un sensor de medición de ángulo y una computadora balística digital. La torreta del ZSL-92B es muy similar a la del ZBD-03 y el ZBD-86A. 
El cañón de asalto PTL-02 está equipado con un cañón de ánima lisa Tipo 86, capaz de lanzar misiles guiados antitanque.

### Protección
El ZSL-92 está equipado con dos grupos de cuatro lanzagranadas de humo a cada lado de la torreta. En el ZSL-92B, la torreta estaba equipada con dos grupos de tres lanzagranadas de humo (uno en cada lado de la torreta). El chasis del WZ-551 está hecho de placas de acero completamente soldadas, lo que brinda protección completa contra fuego de armas pequeñas y esquirlas de proyectiles. La placa frontal puede detener el fuego de una ametralladora de 12,7 mm a 200 m El vehículo también está equipado con sistema de ventilación y sistema de protección QBN. El neumático radial reforzado con acero permite que el vehículo se desplace a velocidades reducidas durante 100 km cuando se pincha.

### Movilidad
La familia WZ-551 está propulsada por el Deutz BF8L413F de 8 cilindros, turboalimentado, motor diésel refrigerado por aire, que desarrolla 320 hp. El vehículo está equipado con transmisión mecánica ZF de 5S-lllGPA transmisión manual. La velocidad máxima es de 90 km/h con 800 km de autonomía en carretera. El vehículo tiene capacidad todoterreno y es completamente anfibio con hélices dirigibles detrás de las ruedas traseras.

## Variantes

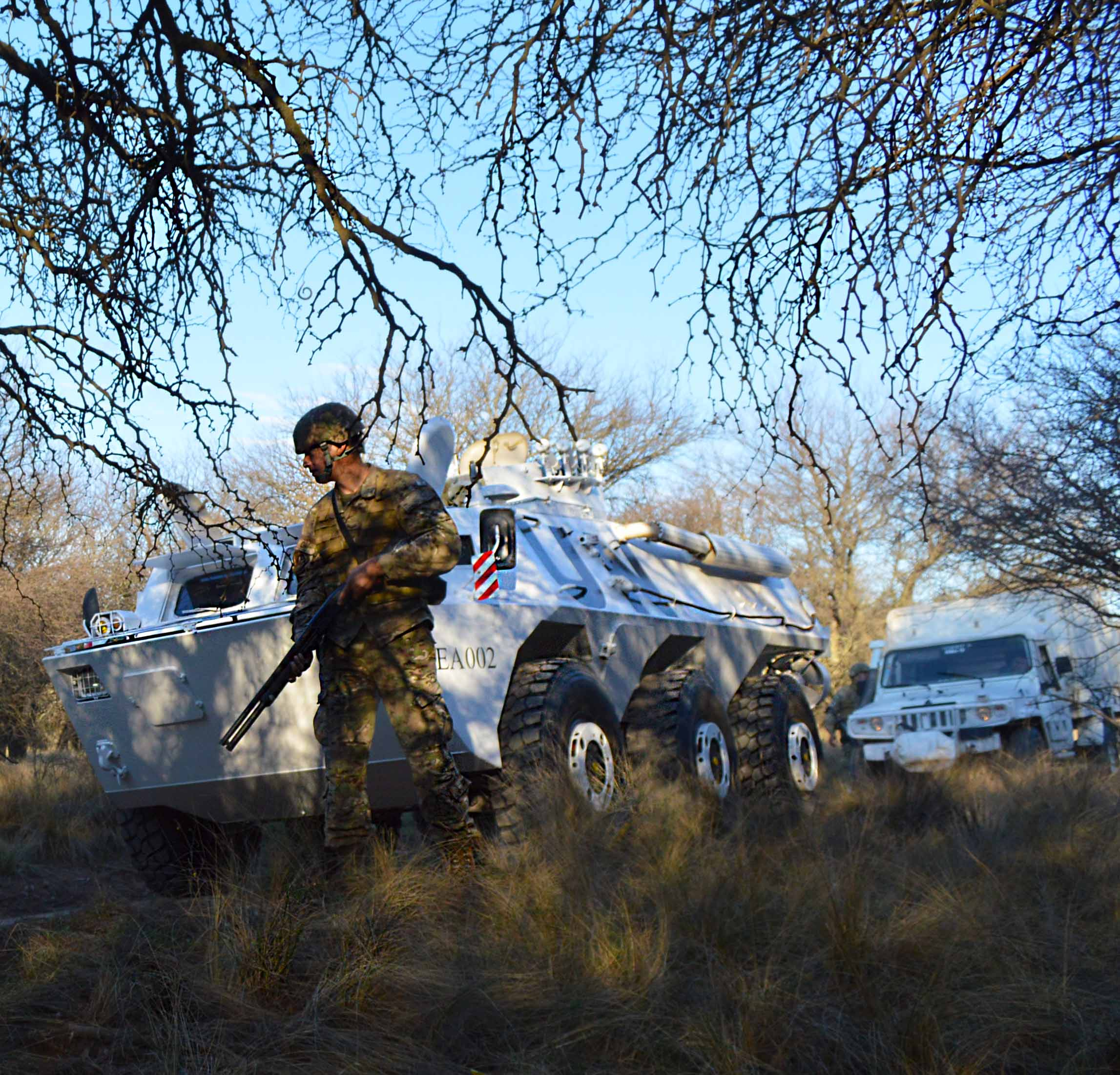
WZ-551 del Ejército Argentino perteneciente a la Fuerza de Paz Conjunta Combinada "CRUZ DEL SUR"

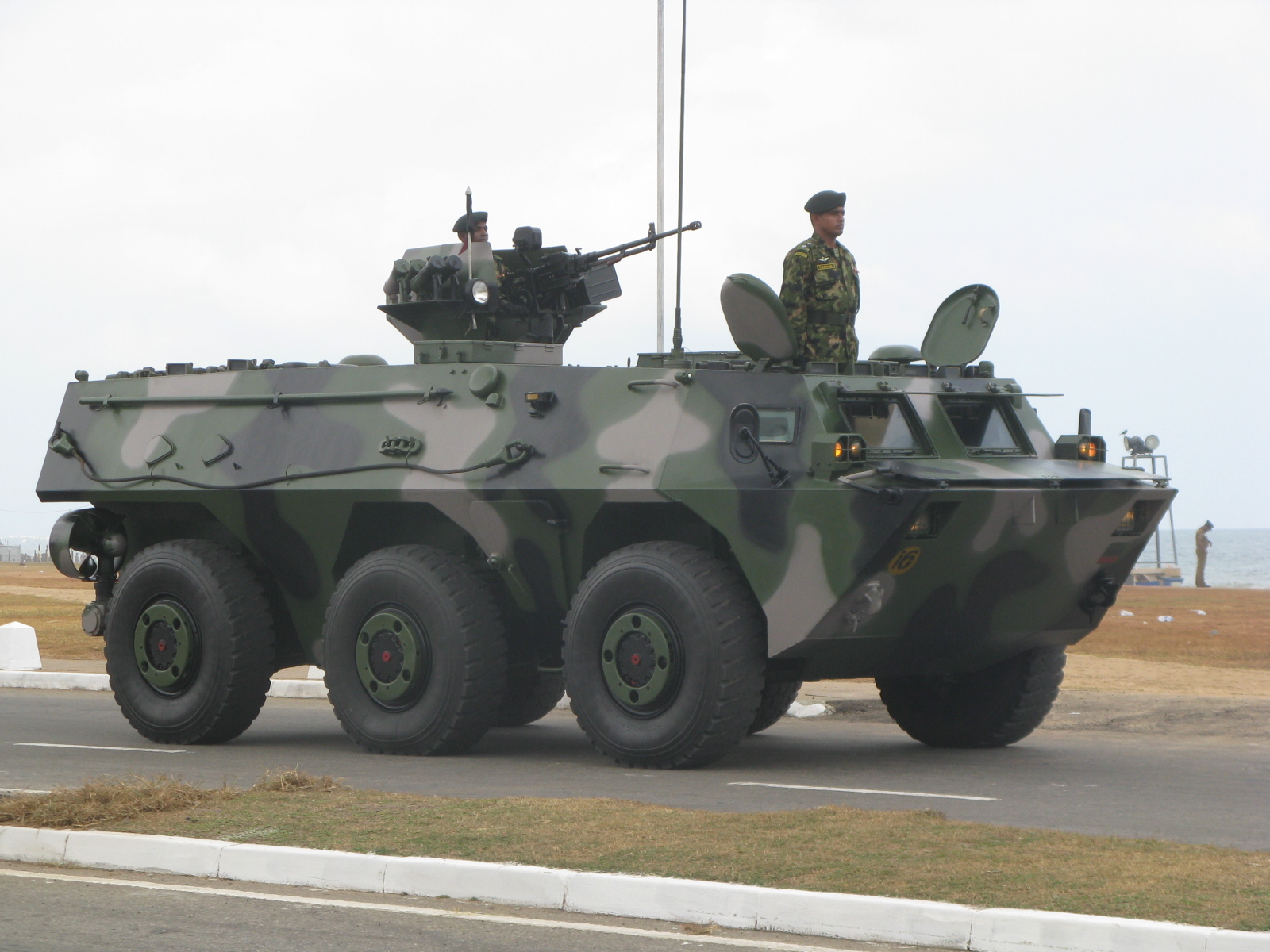
Transporte blindado de personal ZSL-92A del Ejército de Sri Lanka

Vehículo blindado de mando WZ-551AVariante de mando del Tipo 92 con techo más alto.
Sistema de defensa aérea WZ-551Del WZ-551D es un vehículo de defensa aérea de 6x6 ruedas desarrollado a partir del chasis WZ-551. Cuenta con cuatro misiles PL-9 y un conjunto de radar de búsqueda/adquisición. Solo se produjo un prototipo.
Tipo 92 Yitianmejora de la defensa aérea con lanzadores de misiles antiaéreos y ametralladora pesada de 12,7 mm QJC-88. Equipado con radar y mira de seguimiento térmico.; Tipo 90 (WZ-551): Designación ZSL-90. Prototipo original.
NGV-1Prototipo equipado con un cañón automático francés GIAT de 25 mm.
Tipo 92 VCI (WZ-551A)Designación ZSL-92. Versión de producción en masa, con cañón automático ZPT-90 de 25 mm capaz de disparar en una sola ráfaga de 3 rondas, ráfaga de 5 rondas y modo automático completo.
Tipo 92 TBP (WZ-551B)Designación ZSL-92A. Versión de producción en masa, con torreta blindada de 12,7 mm.
Tipo 92B VCI (WZ-551B1)Designación ZSL-92B. Se trataba de un transporte blindado de personal anfibio mejorado con cañón automático ZPT-99 de 30 mm, maniobrabilidad y fiabilidad.
WZ-550 TBPversión de producción en masa 4x4.
WZ-550 Portamisiles antitanqueDesignación ZSL-02B. Cuatro lanzadores HJ-9, un designador láser y un visor de seguimiento térmico están montados en una plataforma elevada en la parte trasera del chasis del WZ-550.
Cañón de asalto PTL-87prototipos de vehículos de asalto desarrollados en la década de 1980 basados en un chasis WZ-551 modificado. Cuatro variantes más fueron desarrolladas y comercializadas por Norinco como la serie BK, incluido el cañón de asalto BK-1970 de 105 mm y 6x6, BK-1990 105 mm 8x8 cañón de asalto, BK-1990 modificado con cañón de 120 mm, y BK-1990 modificado con obús de 122 mm.
Al final, ninguno de los prototipos desarrollados entró en producción. 
Cañón de asalto PTL-97: basada en el prototipo de cañón de asalto BK-1770 de 100 mm y 6x6. Equipado con el cañón de ánima lisa de alta velocidad Tipo 86 de 100 mm. El vehículo entró en producción limitada en 1997. Posteriormente se reemplazó por el PTL-02 mejorado.
PTL-02 Cañón de asaltodebut en 2001. El PTL-02 es un cañón de asalto autopropulsado basado en el chasis WZ-551. Equipado con el cañón de ánima lisa de alta velocidad Tipo 86 de 100 mm con freno de boca.
El cazacarros WMA301 es un derivado del cañón de asalto PTL-02, está equipado con una torreta rediseñada y está armado con un cañón de 105 mm.
PLL-05 Cañón-mortero autopropulsado: debut en 2001. El PLL-05 es un cañón-mortero autopropulsado de 120 mm basado en el WZ-551.
Vehículo blindado de recuperación XJZ-92ARV basado en ZSL-92.

## Operadores

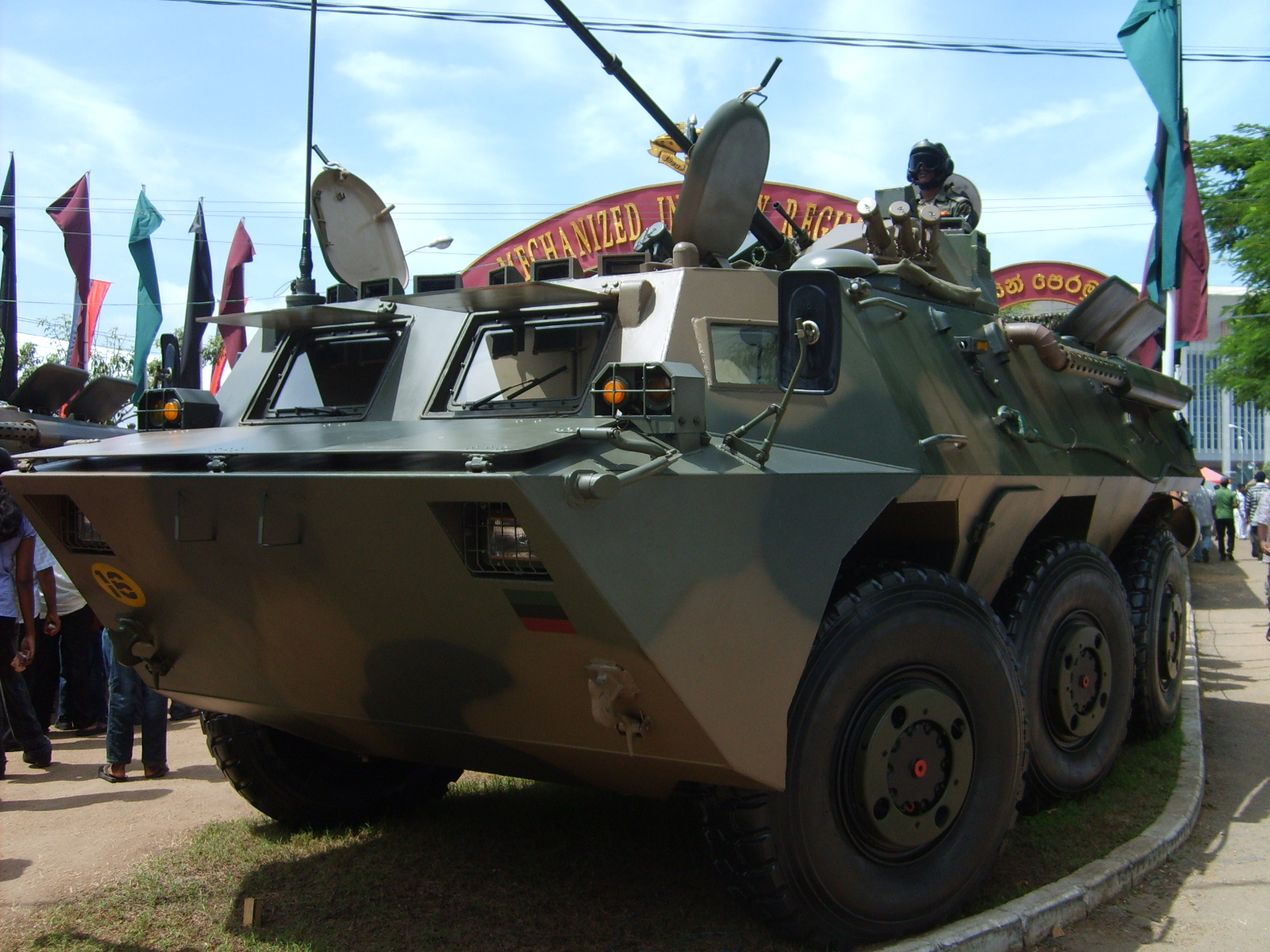
ZSL-92B del Ejército de Sri Lanka, armado con un cañón automático de 30 mm

- Argelia - Ejército Argelino[24]
- Angola - Ejército Angoleño:[25] 10 WMA-301 Assaulter y 5 WZ-551 entregados en 2016
- Argentina - Ejército Argentino: 4 WZ-551 destinados al Regimiento de Infantería Mecanizado 12[26]
- Bosnia y Herzegovina - Fuerzas Armadas de Bosnia y Herzegovina: WMA301 Assaulter
- Burundi - Ejército de Burundi: 15 WZ-551[26]
- Camerún - Fuerzas Armadas de Camerún: 12 WMA-301 Assaulter[26] Algunos vistos en operaciones anti-Boko Haram.[27]
- Chad - Fuerzas terrestres chadianas: 30 WMA-301 Assaulter[28]
- Etiopía - Fuerzas terrestres etíopes: 20 Type 92[29][26]
- Gabón - Ejército gabonés[30]
- Indonesia - Ejército de Indonesa[31]
- Irán - Ejército de la República Islámica de Irán: 150[24][32]
- Kenia - Ejército de Kenia: 35[26]
- Mali - Fuerzas Armadas de Malí: Con TBP VN2C.[33]
- Mozambique - Fuerzas Armadas de Mozambique: 30-35[26]
- Birmania - Ejército de Myanmar: una gran cantidad de TBP Tipo-92,[34] 100 unidades de WMA-301 Assaulter (también conocido como PTL-02 destructor de tanques) y 76 unidades de Tipo-92 ARV.[26]
- Nepal - Ejército de Nepal: 5[26]
- Níger - Fuerzas Armadas de Níger:[35] 2 WZ-551,[26] 1 destruido por Boko Haram el 3 de junio de 2016[36]
- Omán - Guardia Real Omaní: 50, incluyendo CP y versión de ambulancia[26]
- Papúa Nueva Guinea - Fuerza de Defensa de Papúa Nueva Guinea: 4 donados por China[37]
- Pakistán - Ejército de Pakistán[38]
- China - Ejército Popular de Liberación - 3000+ unidades en 2021. 550 unidades del ZSL-92; 700 unidades del ZSL-92A; 600 unidades del ZSL-92B; 450 unidades del ZSL-02B; 250 unidades del PTL-02; 450 unidades del PLL-05.[39]
- Senegal - Ejército de Senegal:[40] 12 WMA-301 Assaulter y 1 WZ-551 puesto de comando[26]
- Sri Lanka - Fuerzas Armadas de Sri Lanka: 190[26]
- Sudán - Fuerzas Armadas del Pueblo de Sudán: 50 reunidos en Sudán bajo el nombre Shateef-2[26]
- Sudán del Sur - Fuerzas de Defensa del Pueblo de Sudán del Sur utiliza WZ-551.
- Tanzania - Ejército de Tanzania: 10[26][41]
- Venezuela - Ejército venezolano[26]
- Zambia- Ejército de Zambia: 5 WZ-551B[26]